# اینگ میسیل
اینگ میسیل (انگلیسی: Inge Meysel; ۳۰ مهٔ ۱۹۱۰ – ۱۰ ژوئیهٔ ۲۰۰۴) بازیگر تئاتر و بازیگر سینما اهل آلمان بود.
از فیلم‌ها یا برنامه‌های تلویزیونی که وی در آنها نقش داشته‌است می‌توان به مجموعه تلویزیونی درک اشاره کرد.